# Андриссен, Марк
Марк Андриссен (англ. Marc Andreessen; родился 9 июля 1971 года в Сидар-Фолс, Айова, США) — американский инженер, инвестор и предприниматель, изобретатель.
Сыграл ключевую роль в создании браузера NCSA Mosaic, стал одним из сооснователей корпорации Netscape Communications.

## Биография
Учась в гимназии, Андриссен самостоятельно изучил Бейсик и разрабатывал собственные компьютерные игры. Позднее он пытался написать программу для выполнения домашних заданий по математике. Он планировал стать инженером-электриком, но отказался от этой идеи после поступления в Иллинойсский университет в Урбане-Шампейне и после того, как он получил работу в Национальном центре суперкомпьютерных приложений. Там он и Эрик Бина создали Mosaic. Браузер стал крайне популярным — за год он был скачан около двух миллионов раз.
В 1993 году он получил степень бакалавра информатики и переехал в Кремниевую долину, получив работу в небольшой компании, занимавшейся информационной безопасностью в сфере электронной коммерции. В апреле 1994 Андриссен и Джеймс Кларк, основатель компании Silicon Graphics, Inc., основали компанию Mosaic Communications Corporation (позже переименованную в Netscape Communications).
В 2009 году Андриссен и его бизнес-партнер Бен Хоровиц основали венчурный фонд Andreessen Horowitz, инвестирующий в IT-компании.

## Награды и признание
В 1997 году получил Премию Уоллеса Макдауэлла.
В 2011 году занял первую позицию в рейтинге самых влиятельных инвесторов от CNET.
В 2012 году Андрессен оказался в списке Time 100.
В марте 2013 Андриссен был в числе пяти пионеров Интернета, награждённых премией королевы Елизаветы в области техники за «выдающиеся достижения в инженерии, изменившие мир».